# Францішек Гебартовський
Францишек Гебартовський (пол. Franciszek Giebartowski; нар. 18 червня 1902, Львів — пом. 14 вересня 1968) — польський футболіст. Захисник, більшість кар'єри провів у «Поґоні» (Львів). Триразовий чемпіон Польщі (1922, 1925, 1926). Зіграв 3 матчі за збірну Польщі (1926) .

## Життєпис
У чемпіонському для «Поґоні» (Львів) сезоні 1922 молодий захисник провів тільки 1 гру. У 1923—1924 роках виступав за «Чарних» (Львів) у нижчій лізі. 1925-го повернувся до «поганячів». Триразовий чемпіон Польщі (1922, 1925, 1926) у складі «Поґоні». З 1931 року виступав за львівську команду «Олдбої».
1926 року зіграв три поєдинки за збірну Польщі — проти Туреччини, Швеції та Норвегії.